# 圣乔治德巴鲁瓦耶
圣乔治德巴鲁瓦耶（法語：Saint-Georges-de-Baroille，法語發音：[sɛ̃ ʒɔʁʒ də baʁwaj]）是法国卢瓦尔省的一个市镇，位于该省中部，属于罗阿讷区。该市镇总面积15.24平方公里，2009年时的人口为317人。

## 交通
卢瓦尔省省道D38线和D112线在镇中心交汇，省道D42线经过境内西部。

## 人口
圣乔治德巴鲁瓦耶人口变化图示